# NGC 1259
NGC 1259 este o galaxie lenticulară situată în constelația Perseu. A fost descoperită în 21 octombrie 1884 de către Guillaume Bigourdan⁠(d). Se află la o distanță de 70,15 de megaparseci de Pământ.